# The Sting

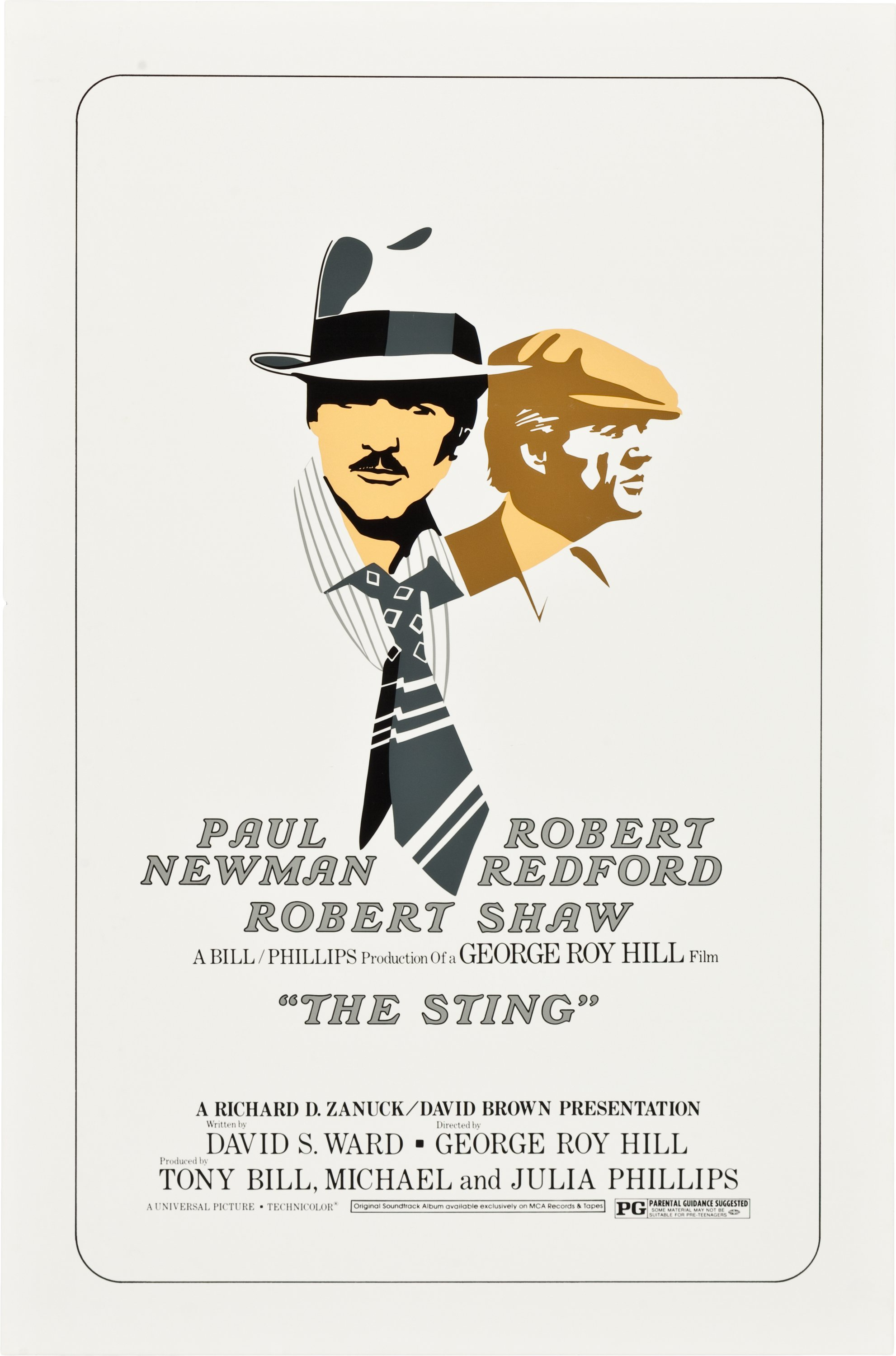
The Sting

The Sting là một bộ phim corset của Mỹ năm 1973 lấybối cảnh vào tháng 9 năm 1936, liên quan đến một cốt truyện phức tạp của hai thợ mài chuyên nghiệp(Paul Newman và Robert Redford) để lừa một ông trùm mob (Robert Shaw).  Bộ phim được đạo diễn bởi George Roy Hill, người đã chỉ đạo Newman và Redford ở phía tây Butch Cassidy và Sundance Kid. Được tạo bởi nhà biên kịch David S. Ward, câu chuyện được lấy cảm hứng từ những khuyết điểm ngoài đời thực được thực hiện bởi anh em Fred và Charley Gondorff và được David Maurer ghi lạitrong cuốn sách năm 1940 của ông The Big Con: Câu chuyện về người đàn ông tự tin.
Cụm từ tiêu đề đề cập đến thời điểm một nghệ sĩ lừa đảo hoàn thành "vở kịch" và lấy tiền của nhãn hiệu. Nếu một kẻ lừa đảo thành công, nhãn hiệu không nhận ra anh ta đã bị lừa cho đến khi những kẻ lừa đảo đã qua lâu, nếu có. Bộ phim được trình chiếu thành nhiều phần khác nhau với các thẻ tiêu đề lỗi thời được vẽ bởi nghệ sĩ Jaroslav "Jerry" Gebr, các chữ và hình minh họa được thể hiện theo phong cách gợi nhớ đến Saturday Saturday Post. Bộ phim được chú ý vì sử dụng ragtime lỗi thời, đặc biệt là giai điệu " The Entertainer " của Scott Joplin, được chuyển thể (cùng với những người khác của Joplin) cho bộ phim của Marvin Hamlisch(và một đĩa đơn mười bảng xếp hạng hàng đầu cho Hamlisch khi được phát hành dưới dạng đĩa đơn từ nhạc phim). Thành công của bộ phim đã tạo ra sự hồi sinh quan tâm đến tác phẩm của Joplin.
Được phát hành vào ngày Giáng sinh năm 1973, The Sting nhận được nhiều lời khen ngợi và thành công rực rỡ tại Lễ trao giải Oscar lần thứ 46, được đề cử mười giải Oscar và giành bảy giải, bao gồm Phim hay nhất, Đạo diễn xuất sắc nhất và Viết hay nhất (Kịch bản gốc). Năm 2005, The Sting đã được chọn để lưu giữ trong Cơ quan đăng ký phim quốc gia Hoa Kỳ của Thư viện Quốc hội là "có ý nghĩa về mặt văn hóa, lịch sử hoặc thẩm mỹ".

## Cốt truyện
Bộ phim diễn ra vào năm 1936, trong những năm suy yếu của cuộc Đại khủng hoảng. Johnny Hooker, một tiểu thư ở Joliet, Illinois, nhận 11.000 đô la tiền mặt trong một con chim bồ câu thả từ một nạn nhân không nghi ngờ với sự trợ giúp của các đối tác Luther Coleman và Joe Erie. Bực mình vì mưa gió, Luther tuyên bố nghỉ hưu và khuyên Hooker nên tìm một người bạn cũ, Henry Gondorff, ở Chicago để dạy anh ta "con lừa lớn". Thật không may, nạn nhân của họ là một người chuyển phát vợt số cho ông trùm tội phạm độc ác Doyle Lonnegan. Cảnh sát tham nhũng Joliet Trung úy William Snyder đối đầu với Hooker, tiết lộ sự liên quan của Lonnegan và yêu cầu một phần cắt giảm của Hooker. Đã thổi tung chia sẻ của anh ấy trên một đĩa đơnquay roulette, Hooker trả cho Snyder bằng hóa đơn giả. Người của Lonnegan giết cả người đưa thư và Luther, và Hooker trốn chạy đến Chicago.
Hooker tìm thấy Henry Gondorff, một kẻ lừa đảo vĩ đại một thời đang trốn khỏi FBI, và nhờ anh ta giúp đỡ trong việc đối phó với Lonnegan nguy hiểm. Gondorff ban đầu miễn cưỡng, nhưng anh ta tin tưởng và tuyển mộ một đội ngũ nòng cốt gồm những kẻ lừa đảo có kinh nghiệm để lừa Lonnegan. Họ quyết định làm sống lại một trò lừa đảo lỗi thời được gọi là "dây", sử dụng một nhóm nghệ sĩ lừa đảo lớn hơn để tạo ra một cửa hàng cá cược ngoài luồng. Trên chiếc 20th Century Limited sang trọng, Gondorff, đóng giả là nhà cái Shawie ở Chicago, mua vào trò xì phé cao, riêng tư của Lonnegantrò chơi. Anh ta chọc tức Lonnegan với hành vi đáng ghét, sau đó vượt qua anh ta để giành được 15.000 đô la. Hooker, đóng giả là nhân viên bất mãn Kelly của Shaw, được gửi đến để thu tiền thắng và thay vào đó thuyết phục Lonnegan rằng anh ta muốn tiếp quản hoạt động của Shaw. Kelly tiết lộ rằng anh ta có một đối tác tên là Les Harmon (thực ra là con người Kid Twist) trong văn phòng Chicago Western Union, người sẽ cho phép họ thắng cược trong các cuộc đua ngựa bằng cách đăng bài trước.
Trong khi đó, Snyder đã theo dõi Hooker tới Chicago, nhưng sự truy đuổi của anh ta bị cản trở khi anh ta được triệu tập bởi các đặc vụ FBI bí mật do đặc vụ Polk chỉ huy, người ra lệnh cho anh ta hỗ trợ trong kế hoạch bắt giữ Gondorff bằng Hooker. Đồng thời, Lonnegan đã trở nên thất vọng với sự bất lực của người đàn ông của mình trong việc tìm và giết Hooker cho con Joliet. Không biết rằng Kelly là Hooker, anh ta yêu cầu Salino, sát thủ giỏi nhất của anh ta, được giao việc. Một nhân vật bí ẩn với găng tay da màu đen sau đó được nhìn thấy và quan sát Hooker.
Kết nối Kelly xuất hiện có hiệu quả, như Harmon cung cấp Lonnegan với người chiến thắng trong một cuộc đua ngựa và Trifecta của người khác. Lonnegan đồng ý tài trợ cho một vụ cá cược trị giá 500.000 đô la tại phòng khách của Shaw để phá Shaw và trả thù. Ngay sau đó, Snyder bắt giữ Hooker và đưa anh ta đến trước đặc vụ FBI Polk. Polk buộc Hooker phản bội Gondorff bằng cách đe dọa tống giam bà quả phụ Luther Coleman.
Đêm trước khi chích, Hooker ngủ với Loretta, một cô hầu bàn từ một nhà hàng địa phương. Khi Hooker rời khỏi tòa nhà vào sáng hôm sau, anh thấy Loretta đang đi về phía mình. Người đàn ông đeo găng đen xuất hiện phía sau Hooker và bắn chết cô. Cô là kẻ giết người thuê của Lonnegan, Loretta Salino, và tay súng được Gondorff thuê để bảo vệ Hooker.
Được trang bị mẹo của Harmon để "đặt nó vào Lucky Dan", Lonnegan đặt cược 500.000 đô la tại cửa hàng của Shaw trên Lucky Dan để giành chiến thắng. Khi cuộc đua bắt đầu, Harmon đến và bày tỏ sự sốc với vụ cá cược của Lonnegan, giải thích rằng khi anh ta nói "đặt nó", theo nghĩa đen, Lucky Dan sẽ "đặt" (nghĩa là kết thúc thứ hai). Trong cơn hoảng loạn, Lonnegan vội vã mở cửa sổ giao dịch và đòi lại tiền. Một lát sau Polk, Trung úy Snyder, và một nửa tá đặc vụ FBI xông vào phòng khách. Polk đối mặt với Gondorff, sau đó nói với Hooker rằng anh ta được tự do đi. Gondorff, phản ứng với sự phản bội, bắn Hooker ở phía sau. Polk sau đó bắn Gondorff và ra lệnh cho Snyder đưa Lonnegan đáng kính ra khỏi hiện trường vụ án. Với Lonnegan và Snyder an toàn, Hooker và Gondorff nổi lên giữa những tiếng reo hò và tiếng cười. Tiếng súng đã bị làm giả; Đặc vụ Polk thực ra là Hickey, một kẻ lừa đảo, điều hành một kẻ lừa đảo trên đỉnh Gondorff để chuyển hướng Snyder và đảm bảo Lonnegan từ bỏ tiền. Khi những kẻ lừa đảo trên truyền hình tước hết nội dung của nó, Hooker từ chối chia sẻ số tiền của mình, nói rằng "Tôi chỉ thổi nó" và bỏ đi với Gondorff.

## Giải thưởng

#### Thắng
Bộ phim đã giành được bảy giải Oscar và nhận được ba đề cử khác.  Tại lễ trao giải Oscar lần thứ 46, Julia Phillips trở thành nhà sản xuất nữ đầu tiên được đề cử và giành giải Phim hay nhất.
- Giải Oscar cho phim hay nhất
- Giải Oscar cho Giám đốc xuất sắc nhất - (George Roy Hill)
- Giải Oscar cho Bài viết hay nhất, Kịch bản gốc - (David S. Ward)
- Giải thưởng Hàn lâm cho trang trí hướng nghệ thuật xuất sắc nhất - (Henry Bumstead và James W. Payne)
- Giải Oscar cho Thiết kế trang phục đẹp nhất - (Edith Head)
- Giải Oscar cho Biên tập phim hay nhất - (William H. Reynold)
- Giải thưởng Hàn lâm cho Âm nhạc hay nhất, Ghi điểm Bài hát gốc và/hoặc Thích ứng - (Marvin Hamlisch)
- Giải thưởng của Hiệp hội đạo diễn Hoa Kỳ cho thành tựu đạo diễn xuất sắc trong phim điện ảnh - (George Roy Hill)

#### Đề cử
- Giải Oscar cho Nam diễn viên xuất sắc nhất - (Robert Redford)
- Giải thưởng Hàn lâm cho Quay phim xuất sắc nhất - (Robert Surtees)
- Giải Oscar cho Âm thanh hay nhất - (Ronald Pierce & Robert R. Bertrand)
- Giải Quả cầu vàng cho phim chuyển động hay nhất trong phim điện ảnh chuyển động - (David S. Ward)
- Giải thưởng WGA cho phim truyền hình hay nhất được viết trực tiếp cho màn ảnh - (David S. Ward)
- AFI 100 năm... 100 phim
- AFI 100 năm... 100 tiếng cười
- 100 năm... 100 anh hùng và nhân vật phản diện của AFI:
  - Doyle Lonnegan Gian Villain (Robert Shaw)
- 100 năm... 100 phim của AFI (Phiên bản kỷ niệm 10 năm)